# روب نيلسون (مقدم تلفزيوني)
روب نيلسون (بالإنجليزية: Rob Nelson)‏ هو مقدم تلفزيوني أمريكي، ولد في 9 أكتوبر 1964 في الولايات المتحدة.

## وصلات خارجية
- روب نيلسون على موقع IMDb (الإنجليزية)